# Los Danieles
Los Danieles es un portal de opinión colombiano creado por los periodistas Daniel Coronell, Daniel Samper Ospina y Daniel Samper Pizano. El proyecto se creó en junio de 2020 después de que Coronell fuera despedido como columnista de opinión de la revista Semana por expresar desacuerdos en la línea editorial que la publicación estaba tomando y de que Samper Ospina renunciara en solidaridad con su colega.
A dicho proyecto también se vincularon como colaboradores periodistas y escritores reconocidos como Antonio Caballero Holguín y debutantes como Ana Bejarano.
Los Danieles es descrito como un lugar para los 'columnistas sin techo' y recibe donaciones de su audiencia por medio de suscripciones o aportes denominados tejas, mediante el sistema de micromecenazgo o crowdfounding.
El portal consistió inicialmente en una página web independiente donde se publicaban las columnas escritas y un canal de YouTube donde todos los domingos en la mañana se leen dichas columnas además de discutir los temas de la actualidad colombiana. A dicho canal han sido invitados políticos, escritores y artistas; dentro de los invitados recurrentes del canal se encuentra la escritora Laura Restrepo, la politólogo Catalina Botero, el periodista Enrique Santos Calderón y el actor Victor Mallarino.
Desde el 6 de febrero de 2022, las columnas se publican en el portal web de la revista Cambio como parte del espacio de opinión de dicho medio de comunicación.